# Les Étendues imaginaires
Pour plus de détails, voir Fiche technique et Distribution.
Les Étendues imaginaires (chinois : 幻土 ; anglais : A Land Imagined) est un film réalisé par Yeo Siew-hua (zh), sorti en 2018. Il remporte le Léopard d'or au Festival international du film de Locarno 2018.

## Synopsis
La métropole de Singapour ne cesse de s'agrandir depuis 30 ans par des terres nouvelles et des îles prises sur le littoral de la mer. Wang Bi Cheng est un ouvrier chinois qui blessé à la main devient ensuite chauffeur d'une camionnette de service, où il doit conduire des ouvriers immigrés basanés (venus d'Asie du Sud-Est, du Bangladesh, etc) sur les lieux des nouvelles terres à cimenter. Il disparaît, et Lok qui est un détective aguerri est alors chargé par son gouvernement, aidé d'un collègue chinois,  d'une enquête confidentielle car politique, sur deux disparitions d'ouvriers du BTP dont Wang est l'un d'eux. Ces deux disparus sont tous déclarés paresseux, négligents, puis en fuite, par leur patron entrepreneur qui a gardé leurs passeports pour qu'ils ne les perdent pas et qui déclare au policier qu'il est tout à fait régulier et qu'il n'y a pas lieu d'enquêter.
Retour ensuite sur la vie de Wang, qui après son accident de travail a été mis au repos trois semaines avant de devenir chauffeur mais avec la moitié de son précédent salaire. Wang devenu insomniaque fréquente un Cybercafé tenu par Mindy, une belle jeune femme tatouée mystérieuse qui devient son amie. Wang converse et joue de nuit sur son ordinateur avec des Trolls (qui ajoutent des étendues imaginaires de jeux de rôles interactifs oniriques et fantastiques à cette histoire). Wang part de nuit à la demande de Mindy avec sa camionnette de service, en bord de mer dans diverses extensions. Elle lui fait faire une nuit, une course en mer pour rejoindre l'autre côte d'en face, mais elle revient le sauver car il manque de se noyer. Puis Wang découvre seul un inquiétant cadavre  en bord de mer, et il est alors pris dans les feux d'une voiture... On apprend par Jason qui est le neveu de l'entrepreneur, que des ouvriers n'ont pas reçus leurs salaires et qu'ils s'endettent dans l'entreprise. Ce qui fait qu'ils ne peuvent plus rentrer chez eux et qu'ils deviennent des travailleurs mis au service de leur patron. Le détective Lok est conduit ensuite par Jason dans une île pour voir Ajit dans une maison isolée. Ajit qui fut l'ami de Wang, lui dit qu'il est maintenant très bien payé et il lui dit laconiquement que Wang est parti et a disparu comme l'a dit son patron... Le film s'achève sur Lok qui s'identifie à Wang et qui a retrouvé le Cybercafé de Mindy. Lok joue alors de nuit sur l'ordinateur, à la place qu'occupait Wang, avec les Trolls dont le dernier avatar Troll8-6-2 porte les trois initiales du nom de Wang ? Lok demande via l'ordinateur de le rencontrer et le Troll de Wang WBC31 lui répond peut-être ou peut-être pas puis il a disparu dans l'ignorance. Lok demande alors à Mindy de le conduire à Wang et elle l'emmène en voiture jusqu'à un lieu de danse où l'on entend une chanson d'amour perdu... Ces derniers plan posent la question de la réalité par rapport au rêve dont Wang a raconté qu'il faisait lui-même souvent des rêves prémonitoires comme d'avoir rêvé de sa mort et aussi de deux policiers qui seraient à sa recherche...

## Fiche technique
- Titre français : Les Étendues imaginaires
- Titre chinois : 幻土
- Titre anglais : A Land Imagined
- Réalisation : Yeo Siew-hua (zh)
- Costumes : Meredith Lee
- Photographie : Hideho Urata
- Montage : Daniel Hui
- Musique : Wei Yong Teo
- Pays d'origine :  Pays-Bas -  France -  Singapour
- Format : couleurs - 35 mm - 2,35:1
- Durée : 95 minutes
- Dates de sortie :
  -  Suisse : 7 août 2018 (Festival international du film de Locarno 2018)
  -  Singapour : 21 février 2019
  -  France : 6 mars 2019

## Distribution
- Peter Yu : Lok
- Luna Kwok : Mindy
- Liu Xiaoyi : Wang
- Jack Tan : Jason
- Ishtiaque Zico : Ajit

## Accueil

### Critiques
Le film reçoit de bons retour, avec une note moyenne de 3.6 sur AlloCiné.
Libération dit « le film de Yeo Siew Hua entremêle avec onirisme les fatigues d'un travailleur migrant évaporé et du policier qui enquête sur sa disparition ». Les Fiches du cinéma est plutôt conquis « Un film fascinant par ses paysages étonnants, par sa réalisation inspirée, et par ses questionnements pertinents ».

## Distinction
- Festival international du film de Locarno 2018 : Léopard d'or[3].